# Förlossningsrädsla
Förlossningsrädsla (ibland tokofobi) är oro och rädsla under graviditeten eller inför förlossning och är relativt vanligt, även om all rädsla eller oro inte är av tillräcklig grad för att klassas som en regelrätt fobi. Både intensiteten och skälen till rädslan varierar och den kan dessutom yttra sig olika. Hos några blir den så stark att det präglar hela tillvaron. Rädslan kan gälla att tappa kontrollen under förlossningen eller att inte bli lyssnad på, eller den kan handla om förlossningssmärta, bristningar i underlivet, att någon tidigare negativ förlossningsupplevelse ska upprepas eller att barnet ska ta skada. Det ingår i Sverige i mödrahälsovårdens uppdrag att identifiera sådana känslor. Förlossningsrädsla är den vanligaste orsaken att kvinnor genomgår elektivt kejsarsnitt.
Om oron och rädslan blir så intensiv att den allvarligt stör det dagliga livet beskrivs tillståndet som svår förlossningsrädsla. Förekomsten i Sverige av olika former av svår förlossningsrädsla har angetts till 14 procent. En forskningsöversikt som har gjorts av svenska SBU visar att visuella analogskalor (VAS) där kvinnan anger på en skala hur stark rädsla hon upplever, verkar fånga upp de flesta fall av svår rädsla som behöver undersökas närmare. Metoden inte lika säkra besked när det gäller att utesluta tillståndet. Det finns speciella mottagningar för förlossningsrädsla eller specialutbildad personal som kan erbjuda stöd vid svår förlossningsrädsla.

## Förekomst
De flesta gravida upplever en viss grad av oro, rädsla och ångest inför förlossningen, men långt ifrån alla gör det av en sådan intensitet att rädslan kan klassificeras som kliniskt relevant förlossningsrädsla. Förlossningsrädsla är ett komplext fenomen där det råder brist på konsensus i både definition och behandling. Prevalensen varierar beroende på land, kontext och vilka mätinstrument som används. I Sverige rapporteras prevalensen till 14 procent. Bland kvinnor som bor i Sverige men är födda utomlands är prevalensen högre än hos kvinnor födda i Sverige.
Sammantaget kan förlossningsrädsla beskrivas som ett bredare samlingsnamn för olika emotionella svårigheter relaterat till graviditet och barnafödande. Personer med förlossningsrädsla är en heterogen grupp och även rädslan i sig tar sig olika uttryck. Den kan bland annat handla om en rädsla att tappa kontrollen under förlossningen, för förlossningssmärtan, för bristningar i underlivet, för att inte bli väl omhändertagen och lyssnad på, för att en tidigare negativ förlossningsupplevelse ska upprepas eller för att barnet ska skadas eller dö. Både intensiteten och skälen till rädslan varierar.
Förlossningsrädsla rapporteras av både först- och omföderskor, det vill säga de som föder för första gången och de som har fött barn tidigare. Rädsla hos gravida som väntar sitt första barn brukar benämnas som primär förlossningsrädsla. Sekundär förlossningsrädsla uppstår hos personer med erfarenhet av barnafödande. De vanligaste orsakerna till förlossningsrädsla är tidigare negativa förlossningsupplevelser samt akut kejsarsnitt. Dessa upplevelser kan förknippas med trauma och posttraumatiskt stressyndrom (PTSD) och även relateras till brister i vården. Andra vanliga orsaker till förlossningsrädsla under graviditeten är bristande socialt stöd, stress, oro, ångest och depression samt erfarenheter av trauma och övergrepp.

## Konsekvenser
Förlossningsrädsla kan orsaka ett påtagligt emotionellt lidande. Även om det finns relativt få studier som ser till hur effekterna skiljer sig mellan gruppen utan förlossningsrädsla fann en finsk studie att personer med förlossningsrädsla löpte betydligt högre risk att behöva psykiatrisk vård för ångest- och depressionsproblematik. Det finns samband mellan förlossningsrädsla och en rad psykiatriska diagnoser, som depression och ångestsjukdomar, posttraumatiskt stressyndrom (PTSD), missbruk och ätstörningar. Likaså har tydliga samband konstaterats mellan förlossningsrädsla å ena sidan, och nivåer av ångest, stress och depressiva symtom som är av sådan grad att den inte fodrar klinisk diagnos. Det bör dock poängteras att få studier visat på en tydlig riktning för sambandet. Sannolikt finns en ömsesidig påverkan. Dessutom innebär förlossningsrädsla en ökad risk för PTSD efter förlossningen och behov av psykiatrisk vård. De psykologiska konsekvenserna av förlossningsrädsla gör på så vis inte rädslan till en isolerad företeelse utan problemen kvarstår över tid, även efter själva förlossningen.
En rad studier har konstaterat att personer med förlossningsrädsla i högre utsträckning än andra genomgår kejsarsnitt. Förlossningsrädsla är även kopplat till sömnsvårigheter, mardrömmar, spänning, rastlöshet, förhöjd puls samt magsmärtor. Det är däremot oklart om dessa tillstånd enbart bör ses som konsekvenser av förlossningsrädsla eller även kan utgöra riskfaktorer. Även andra konsekvenser relaterade till förlossningen har konstaterats, som längre förlossning, långsam progress och ökad användning av epiduralbedövning. Längre intervall mellan graviditeter och önskemål om planerat kejsarsnitt vid efterföljande graviditet har också beskrivits samt obstetriska komplikationer, även om forskningen inte är entydig på området.

## Behandling
Det fanns 2021 enligt en utvärdering från svenska SBU inte god kunskap om effekten av behandling av förlossningsrädsla då rapporten fann att effekten av behandling av förlossningsrädsla kan inte bedömas på grund av mycket låg tillförlitlighet hos det sammanvägda resultatet.